# Manoir de Leygonie
Pour les articles homonymes, voir Leygonie.
Le manoir de Leygonie est un manoir français implanté dans la commune de Montagnac-la-Crempse, dans le département de la Dordogne, en région Nouvelle-Aquitaine.

## Localisation
Situé dans le  Landais, dans le quart sud-ouest du département de la Dordogne, le manoir de Leygonie se trouve dans la commune de Montagnac-la-Crempse, et est localisé à environ un kilomètre au sud du bourg.

## Historique et architecture
Le manoir de Leygonie juxtapose des éléments médiévaux (des tours crénelées) et une chartreuse, avec toit à la Mansard, dont le style se rattache au XVIIe siècle mais qui remonte probablement à l'an 1703, date figurant sur son portail d'entrée.
Il comporte trois bâtisses. La plus ancienne, remaniée aux XIXe et XXe siècles, conserve des bases du XVe siècle[réf. nécessaire]. La deuxième est agrémentée d'une tour carrée des XIVe et XVe siècles[réf. nécessaire]. La troisième est constituée de la chartreuse.
En 1780 y naît François Prévot-Leygonie, magistrat qui devient député de la Dordogne en 1815, puis de 1830 à 1837.

## Galerie

Manoir de Leygonie.
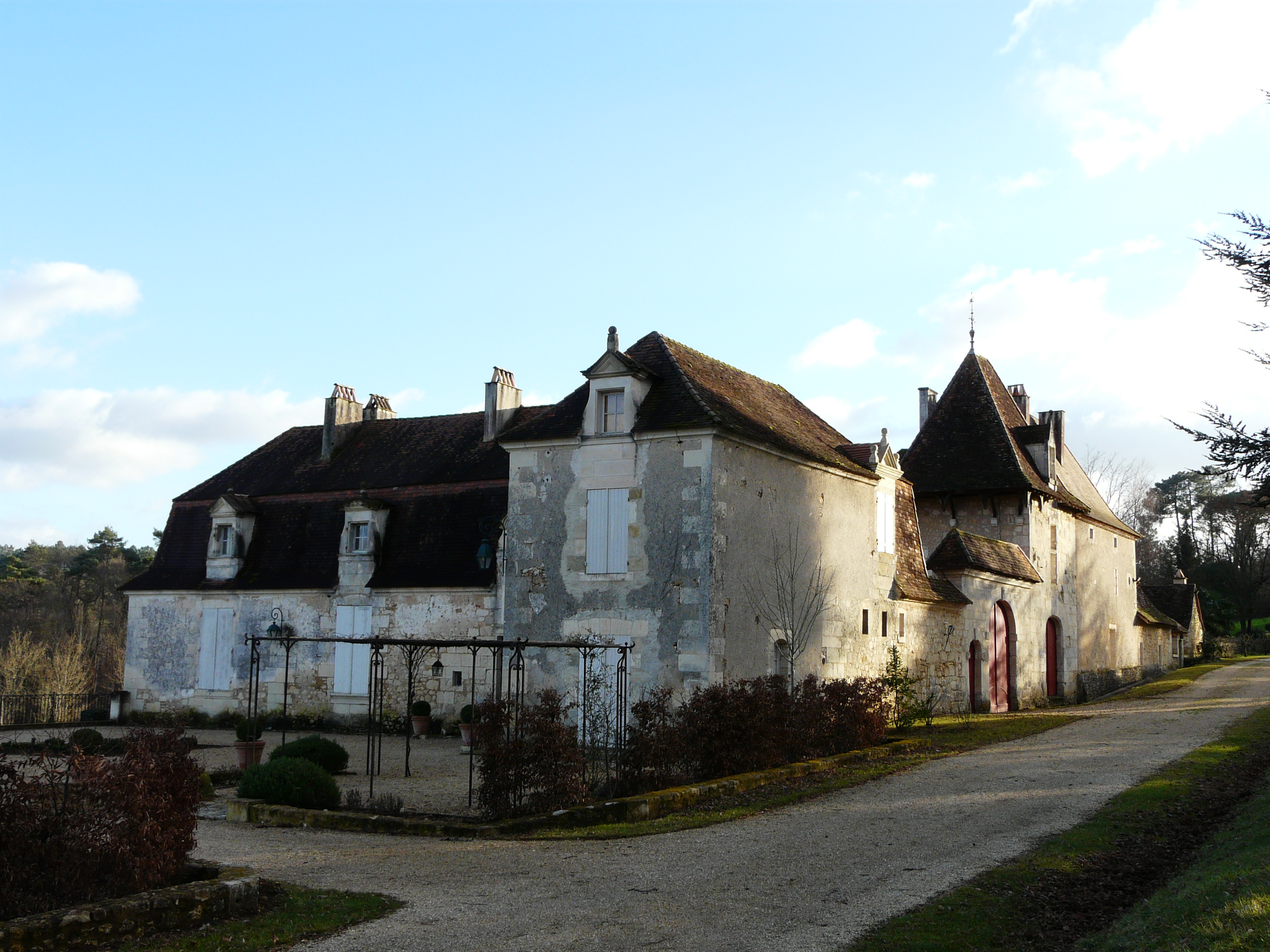
Vu depuis le nord-ouest. À gauche, la chartreuse.
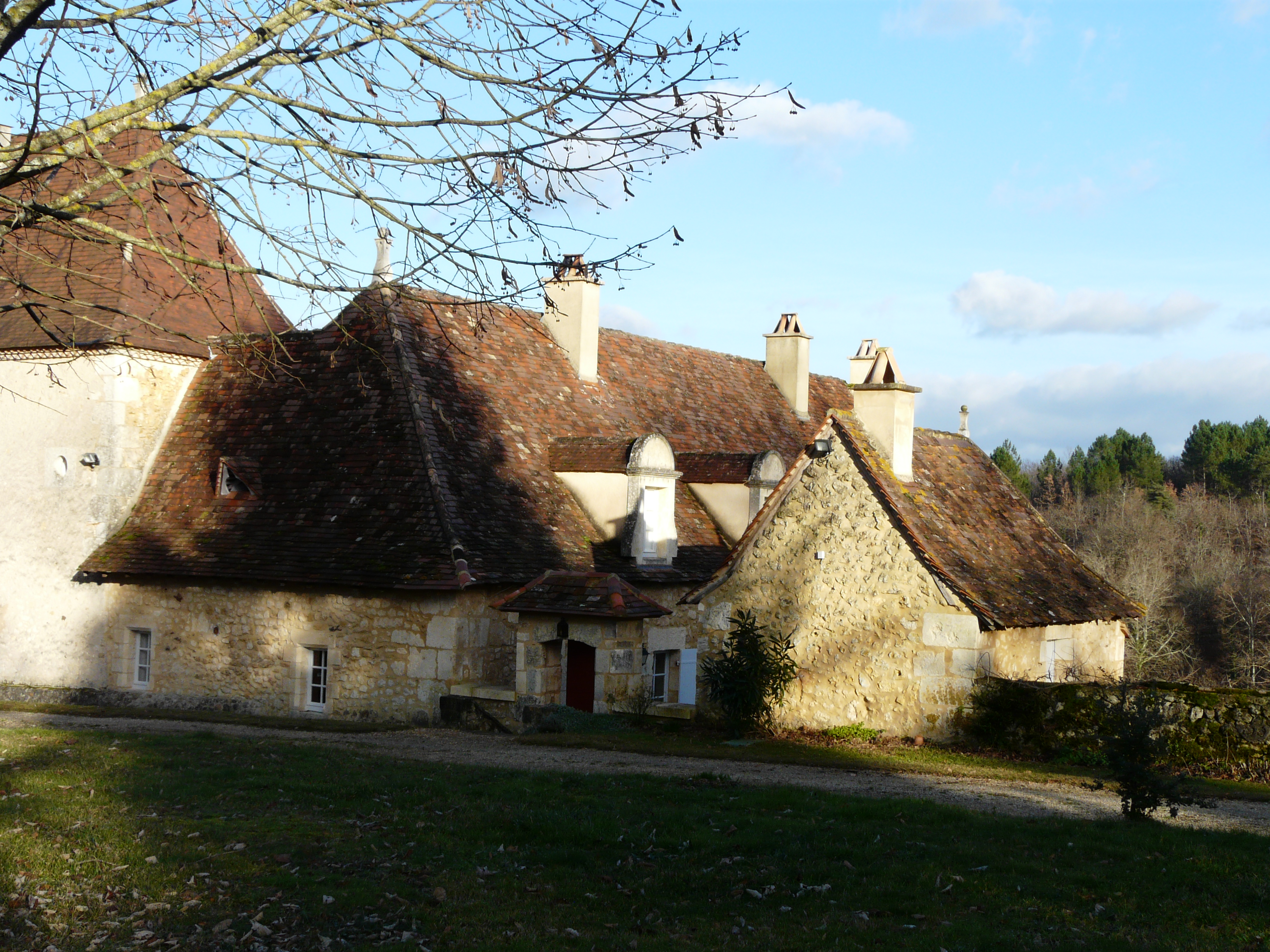
La partie sud.
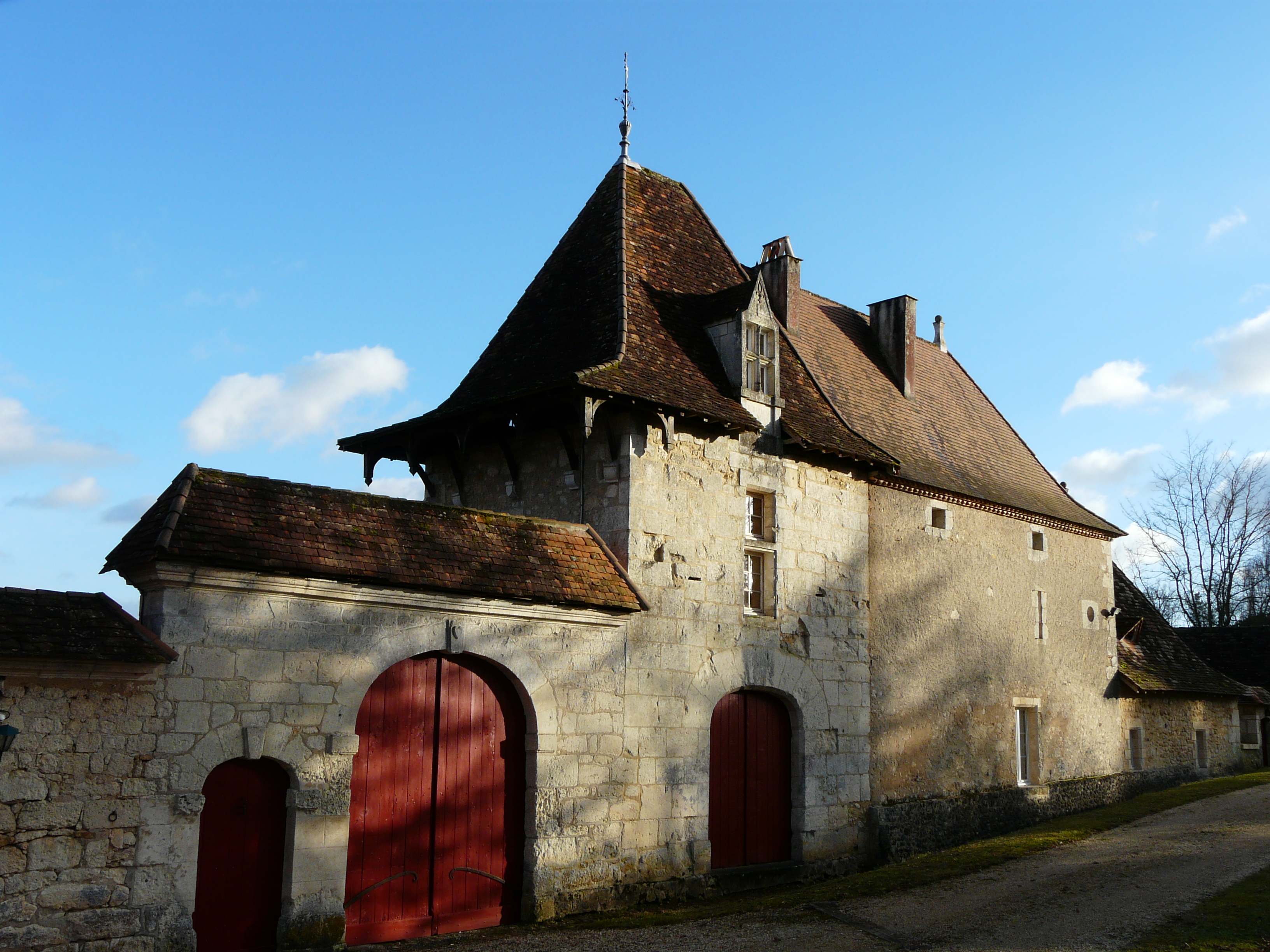
La partie centrale ouest.
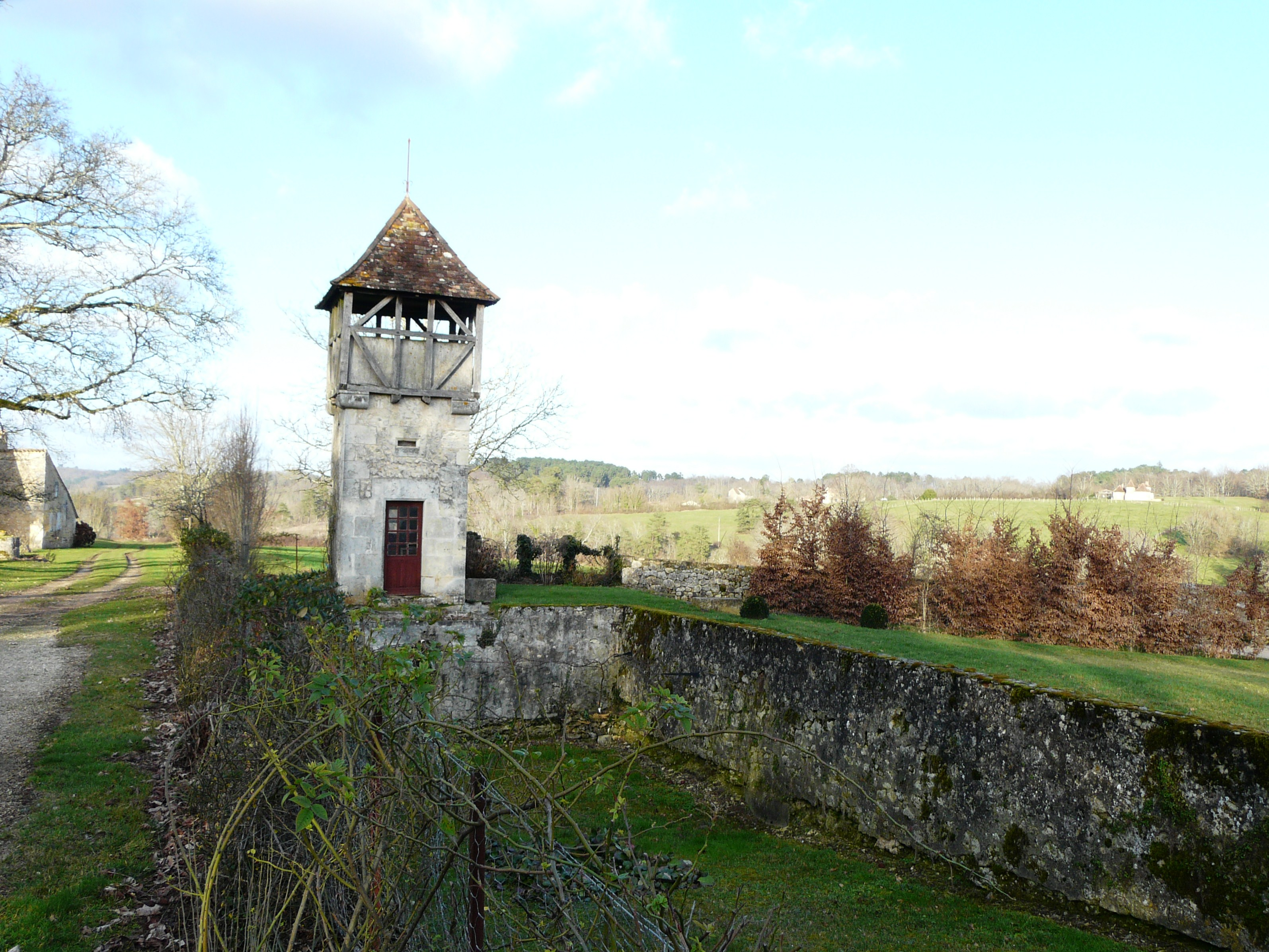
Bassin et tour au nord.